# Immeuble du Hong Kong Club
L'immeuble du Hong Kong Club (香港會所大廈) est un bâtiment de 25 étages situé entre Chater Road (en) et Connaught Road (en) au croisement de Jackson Road dans le quartier de Central à Hong Kong. L'immeuble en est actuellement à sa troisième génération et à son deuxième emplacement. Il appartient au Hong Kong Club, qui occupe 8 étages, tandis que les autres sont loués à des fins de bureaux.
L'immeuble du Hong Kong Club de deuxième génération était l'un des derniers exemples d'architecture de la Renaissance de Hong Kong. Le bâtiment datant de 1897 est démoli en juin 1981 puis remplacé par l'immeuble moderne actuel.

## Histoire

### Première génération
Fondé en 1846, les premiers locaux du club sont situés sur Queen's Road (en), du coin de Wyndham Street (en) au coin de la rue D'Aguilar Street (en).
Le bâtiment de trois étages est conçu dans un style classique. Le coût de la construction et du mobilier de 15 000 £ provient d'une émission d'actions de 100 £.
Un article de 1847 déclare :

C'est un bel immeuble de deux étages et avec les bureaux extérieurs, il couvre près d'un tiers d'acre de terrain.
Les aménagements intérieurs sont très élégants et font honneur à l'architecte (M. S. Strachan) pour la conception duquel une prime a été décernée pour le bâtiment. L'ordre corinthien a un effet très noble.

En 1897, le club déménage dans des logements plus spacieux à côté du cénotaphe, sur un terrain en front de mer créé par le projet Praya de création de terre-pleins. Le bâtiment existant est vendu à l'entreprise Watsons, qui l'a initialement loué au New club pour une courte durée, un club de maîtres marins. Le site de l'immeuble du Club de première génération est maintenant occupé par l'Entertainment Building (en).

### Deuxième génération
Le 16 février 1895, le club obtient un bail de 999 ans (en) sur le site en vertu duquel il n'a que très peu de restrictions. Un loyer de 324 HK$ est payé annuellement au gouvernement de Hong Kong. Le bâtiment du club est conçu par Palmer & Turner, et achevé en juillet 1897.
Le club organise un référendum vers 1974 et les membres votent pour conserver le bâtiment et ne pas le réaménager. En 1977 et de nouveau en 1978, un plan de démolition est rejeté par les membres. Le comité du club devient de plus en plus alarmiste pour réaménager, comme par exemple l'affirmation en 1978 que le bâtiment a un risque de sécurité incendie, qu'en novembre 1979, il fait des déclarations exagérées selon lesquelles la rénovation coûterait 25 millions HK$, et remporte finalement la victoire.
En 1981, les architectes qui ont conçu le bâtiment mais qui ont déposé une demande de démolition déclarent que le bâtiment existant est vieux, traditionnel et tomberait en morceaux s'il s'appuyait lourdement. Un porte-parole déclare que cela « deviendrait comme un jeu de cartes ».

#### Campagne de préservation
Pour moderniser les installations du club, les membres avaient choisi de faire rénover le bâtiment pour un coût de 20 millions HK$. Cependant, l'état précaire des finances du club le persuade d'explorer des options pour réaménager le précieux site. En 1977, il aurait été offert 200 millions HK$ pour le site par Wardley, filiale de la banque de Hong Kong.
Vers 1978, une campagne est montée pour sauver le bâtiment vieux de 82 ans.
La Heritage Society lance également une campagne pour empêcher la démolition du bâtiment qui est déclaré monument par le conseil consultatif des antiquités fin 1980. Une pétition est envoyée au Conseil exécutif. Le 16 septembre 1980, le Conseil exécutif décide de ne pas approuver la recommandation du conseil consultatif des antiquités que le bâtiment du club soit préservé en tant que monument, citant un « coût injustifié pour la communauté » pour les contribuables de 500 millions HK$. La décision est dénoncée par les écologistes comme étant influencée par de « puissants intérêts acquis » et contre l'opinion publique. L'association de conservation (en) demande également à Crawford Murray MacLehose, le gouverneur de Hong Kong, de ne pas sous-estimer son importance culturelle et de ne pas permettre que la décision soit prise uniquement pour des raisons économiques. Le dr L. K. Ding, président de l'association de conservation, déclare : « Si même pour le gouvernement il n'y a que l'argent qui compte, on ne peut pas s'attendre à ce que les jeunes de Hong Kong aient des normes plus élevées ».
Le comité général du club est interpellé par les membres, qui contestent sa décision de signer un accord avec les promoteurs pour démolir le bâtiment et réaménager le site avant que les membres n'aient eu l'occasion de débattre de la question. Une assemblée générale est convoquée pour voter sur les propositions le 20 octobre 1980, et le président est contraint de concéder que les chefs d'accord seraient soumis à la ratification des membres qui votent massivement pour procéder au réaménagement.
Hongkong Land est désigné pour reconstruire le site. Le club occupe du 25ème au 27ème étage de World-Wide House durant les travaux. Le bâtiment victorien est ainsi démoli en juin 1981.

### Troisième génération
Le bâtiment démoli est remplacé par un bâtiment de 20 étages conçu par l'architecte australien d'origine autrichienne Harry Seidler, qui est dévoilé aux membres en décembre 1980. Hongkong Land accepte d'assumer tous les coûts de démolition et de reconstruction en échange du revenus locatifs des étages supérieurs pendant 25 ans. 7 400 m² du nouveau bâtiment doivent être occupés par le club, les quatre étages du podium de la nouvelle tour seraient conservés comme salles à manger et bars pour les membres, tandis que les 17 étages supérieurs seraient loué pour un usage normal de bureau.
À partir de 2009, le club prend la pleine propriété du bâtiment et perçoit tous les revenus, estimés à 100 millions HK$ par an.
Le bâtiment est occupé par un large éventail d'entreprises et d'organisations, dont la Commerzbank Hong Kong, qui occupe les deux derniers étages. Parmi les autres, citons le courtier en ligne Charles Schwab qui dispose d'un espace au rez-de-chaussée, Libertas Capital Asia Limited au neuvième étage, l'Institute of Financial Planners et Iyo Bank au huitième étage et certains cabinets d'avocats et comptables.

## Galerie

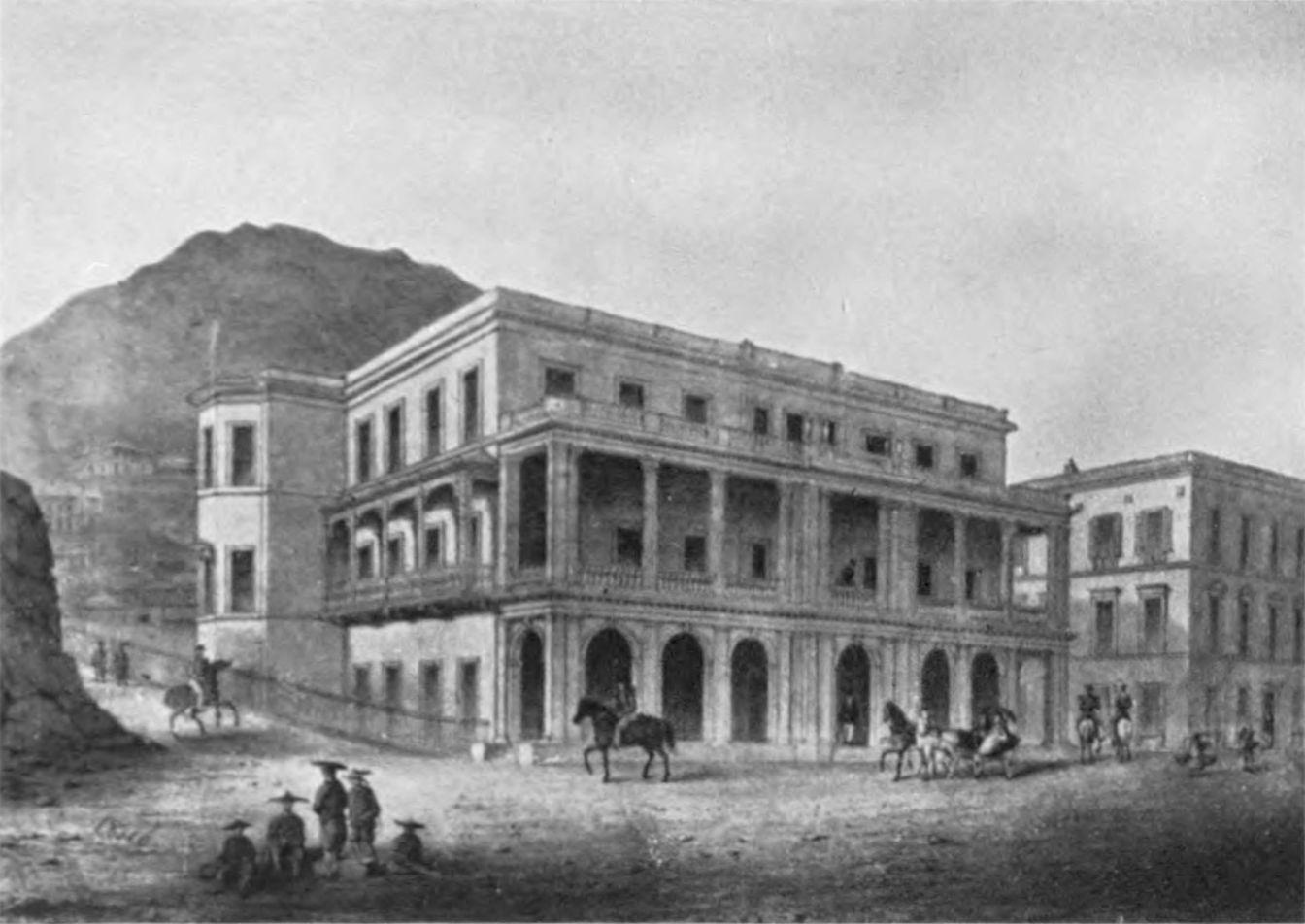
Le premier siège du Hong Kong Club.
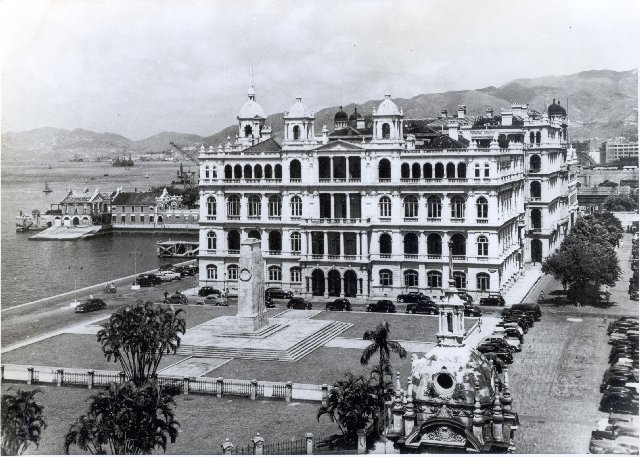
L'immeuble du Hong Kong Club en 1928. Le cénotaphe est présent au premier plan.
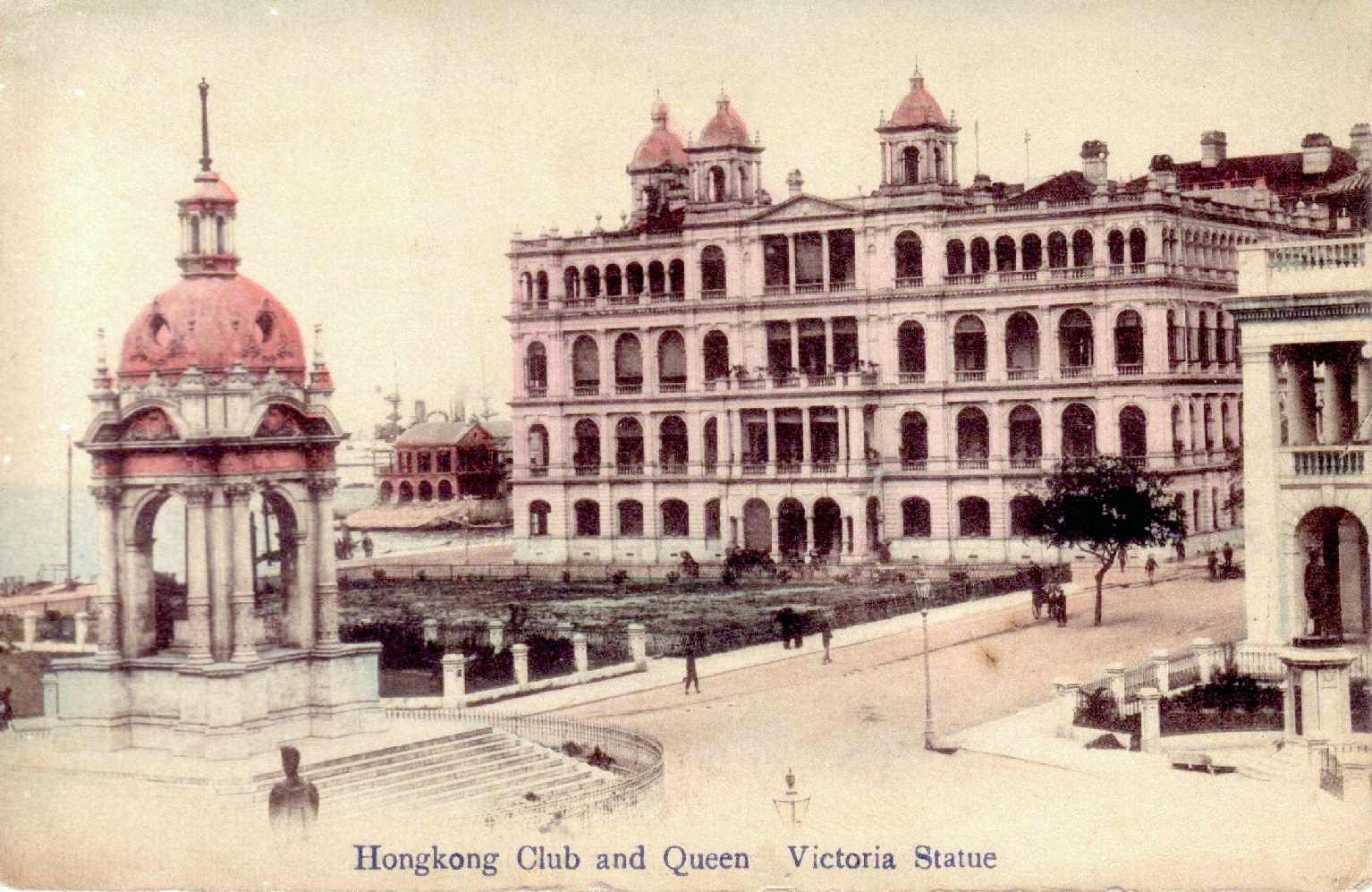
L'immeuble du Hong Kong Club de deuxième génération et la statue de la reine Victoria (en) vers 1905.
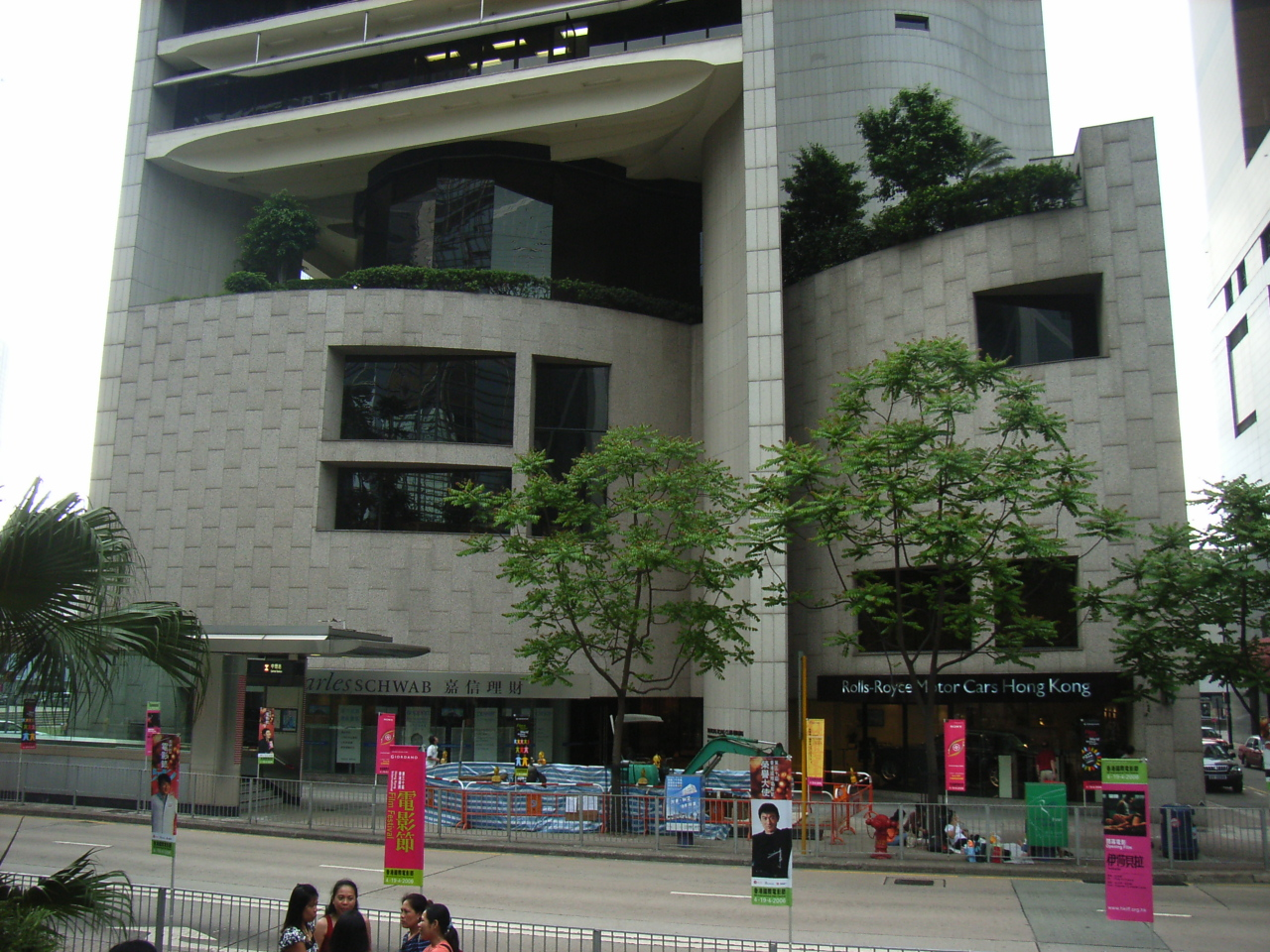
Immeuble du Hong Kong Club de troisième génération vue de l'autre côté de Chater Road (en).